# Тангентни четвороугао
Тангентни четвороугао је сваки четвороугао за кога важи да постоји кружница која додирује све његове странице. Назив тангентни потиче од особине да свака страница четвороугла јесте тангентна дуж на круг.
Једна од основних особина тангентног четвороугла:
Четвороугао је тангентан ако и само ако се симетрале његових унутрашњих углова секу у једној тачки.
Ова особина дефинише начин за конструкцију центра уписане кружнице. Конструишу се симетрале углова и оне се секу у центру уписане кружнице.
Важи такође и једна важна особина која је везана за дужине страница:
Четвороугао ABCD је тангентан ако је {\displaystyle |{\overline {AB}}|+|{\overline {CD}}|=|{\overline {AD}}|+|{\overline {BC}}|}. Важи и обрнуто - ако је четвороугао тангентан, тада је збир наспрамних страница међусобно једнак.
Последица је следећа. Ако се странице означе са a, b, c, d тада је
{\displaystyle a+c=b+d={\frac {a+b+c+d}{2}}=s}
где је s полуобим.
Ако су странице тангентног четвороугла a, b, c, d, и r је полупречник уписане кружнице, тада је његова површина дата формулом
{\displaystyle P={\frac {a+b+c+d}{2}}\cdot r}
Четвороуглови у које се истовремено може уписати круг и описати круг се зову бицентрични четвороуглови или тетивно-тангентни четвороуглови.

## Примери
Примери тангентних четвороуглова су: квадрат, ромб и делтоид.

Четвороуглови за које сигурно знамо да се у њих не могу уписати кругови (нису тангентни) су паралелограм и правоугаоник. Код једнакокраког трапеза постоји специјалан случај када се круг може уписати.

## Неке особине тангентног четвороугла
Нека је тангентни четвороугао {\displaystyle ABCD\,} трапез ({\displaystyle {\overline {AB}}\,||\,{\overline {CD}}}), чије се дијагонале секу у тачки {\displaystyle O\,}.
Ако су {\displaystyle r_{1}\,}, {\displaystyle r_{2}\,}, {\displaystyle r_{3}\,} и {\displaystyle r_{4}\,} полупречници кружница уписаних у троуглове {\displaystyle \Delta ABO\,}, {\displaystyle \Delta BCO\,}, {\displaystyle \Delta CDO\,} и {\displaystyle \Delta DAO\,}, тада је
{\displaystyle {\frac {1}{r_{1}}}+{\frac {1}{r_{3}}}={\frac {1}{r_{2}}}+{\frac {1}{r_{4}}}}
И такође ако су {\displaystyle s_{1}\,},{\displaystyle s_{2}\,},{\displaystyle s_{3}\,} и {\displaystyle s_{4}\,} полуобими троуглова {\displaystyle \Delta ABO\,}, {\displaystyle \Delta BCO\,}, {\displaystyle \Delta CDO\,} и {\displaystyle \Delta DAO\,}, тада је
{\displaystyle \ s_{1}+s_{3}=s_{2}+s_{4}}